# Euronext Paris
Euronext Paris, anteriormente conocido como Bolsa de París; en francés: Bourse de Paris, es un mercado de valores que se fusionó con las bolsas de Ámsterdam, Lisboa y Bruselas en septiembre de 2000 para formar Euronext NV. En 2022, las 795 empresas cotizadas tenían una capitalización bursátil combinada de más de 4,58 billones de dólares. Euronext París, la rama francesa de Euronext que anteriormente tenía su sede en el Palais Brongniart de París, es el segundo mayor mercado bursátil de Europa a partir de 2023, por detrás de la Bolsa de Londres (LSE).

## Historia
Históricamente, las actividades de intercambio de valores han estado situadas en diversos puntos de la geografía parisina como la rue Quincampoix, la rue Vivienne (cerca del Palacio Real), o la parte trasera de la Ópera Garnier. A principios del siglo XIX, las actividades de la bolsa de París fueron establecidas en el Palacio Brongniart, o Palacio de la Bolsa (edificio construido por el arquitecto Alexandre-Théodore Brongniart).
Desde la segunda mitad del siglo XIX, la Bolsa de París está operada por la Compagnie des agents de change, dirigida por los miembros que elige el consejo sindical de agentes de bolsa. El número de participantes en los procesos de formación de precios y tipos de cambio en las diferentes áreas de la bolsa era limitado. En el caso de los corredores de bolsa (agents de change) eran alrededor de 60. El agent de change debía ser un ciudadano francés, ser nominado por los corredores de su estado, ser aprobado por el ministro de Finanzas y era nombrado por el Presidente de la República. Oficialmente, los agentes de bolsa no podían contratar acciones por sí mismos, eran estrictamente intermediarios.
Oficialmente, los agentes de cambio no podían operar por cuenta propia, ni siquiera ser contraparte de alguien que quisiera comprar o vender valores con su ayuda; eran estrictamente corredores, es decir, intermediarios y podían percibir una comisión, a un tipo fijado por ley, por actuar como tales intermediarios. La Bolsa de Materias Primas estuvo alojada en el mismo edificio hasta 1889, año en que se trasladó a la actual Bourse de commerce. Además, hasta mediados del siglo XX, aproximadamente, funcionó un mercado paralelo conocido como «La Coulisse».
Hasta finales de los años 80, el mercado funcionaba como una bolsa de contratación libre, en la que los agentes de cambio se reunían en el parqué del Palais Brongniart. En 1986, la Bolsa de París empezó a implantar un sistema electrónico de negociación. Se conocía genéricamente como CATS (Computer Assisted Trading System), pero la versión parisina se denominaba CAC (Cotation Assistée en Continu). En 1989, las cotizaciones estaban totalmente automatizadas. El Palais Brongniart albergó las bolsas francesas de derivados financieros MATIF y MONEP, hasta su completa automatización en 1998.
En 1988 se aprobó una nueva legislación que reformó radicalmente la gobernanza de la Bolsa de París. Su propiedad se transfirió a la antigua Compagnie des agents de change  (sociedad de agentes de cambio), que, con motivo de la ocasión, pasó a denominarse Société des Bourses Françaises (SBF, "Sociedad de Bolsas Francesas"). En 1999, la SBF absorbió lo que quedaba de MATIF y MONEP y cambió su nombre por el de Paris Bourse-SBF. Al año siguiente, la SBF fue uno de los principales participantes en la fusión que dio lugar a Euronext.
Tras la reforma de 1988, la Compagnie des agents de change, rebautizada SBF, abandonó su emblemática sede art déco del número 4 de la place de la Bourse para trasladarse a la antigua oficina parisina del Chase Manhattan Bank, en el número 39 de la rue Cambon. Ese edificio siguió siendo la sede de SBF, y después de Euronext París, hasta que esta última se trasladó a La Défense en 2015.
El índice de referencia del sistema de cotización del Euronext París es el CAC 40, comprende cuarenta valores entre los que se encuentran los mayores por capitalización bursátil así como los más negociados. El NYSE Euronext París facilita la negociación de acciones, futuros, opciones y productos con tasas de interés.

## Índices bursátiles
- CAC 40
- CAC Next 20
- CAC Mid 60
- CAC Small
- CAC Mid&Small
- Euronext 100
- IT.CAC
- IT.CAC20
- SBF 80
- SBF 120
- SBF 250